# قمة الرياض الاقتصادية
قمة الرياض الاقتصادية (الدورة الثالثة للقمة العربية التنموية: الاقتصادية والاجتماعية) هي قمة عربية اقتصادية أقيمت في 20 فبراير/ شباط 2013.